# Ivád
Ivád is een plaats (község) en gemeente in het Hongaarse comitaat Heves. Ivád telt 435 inwoners (2002).